# Gedenkstätte Landjuden an der Sieg

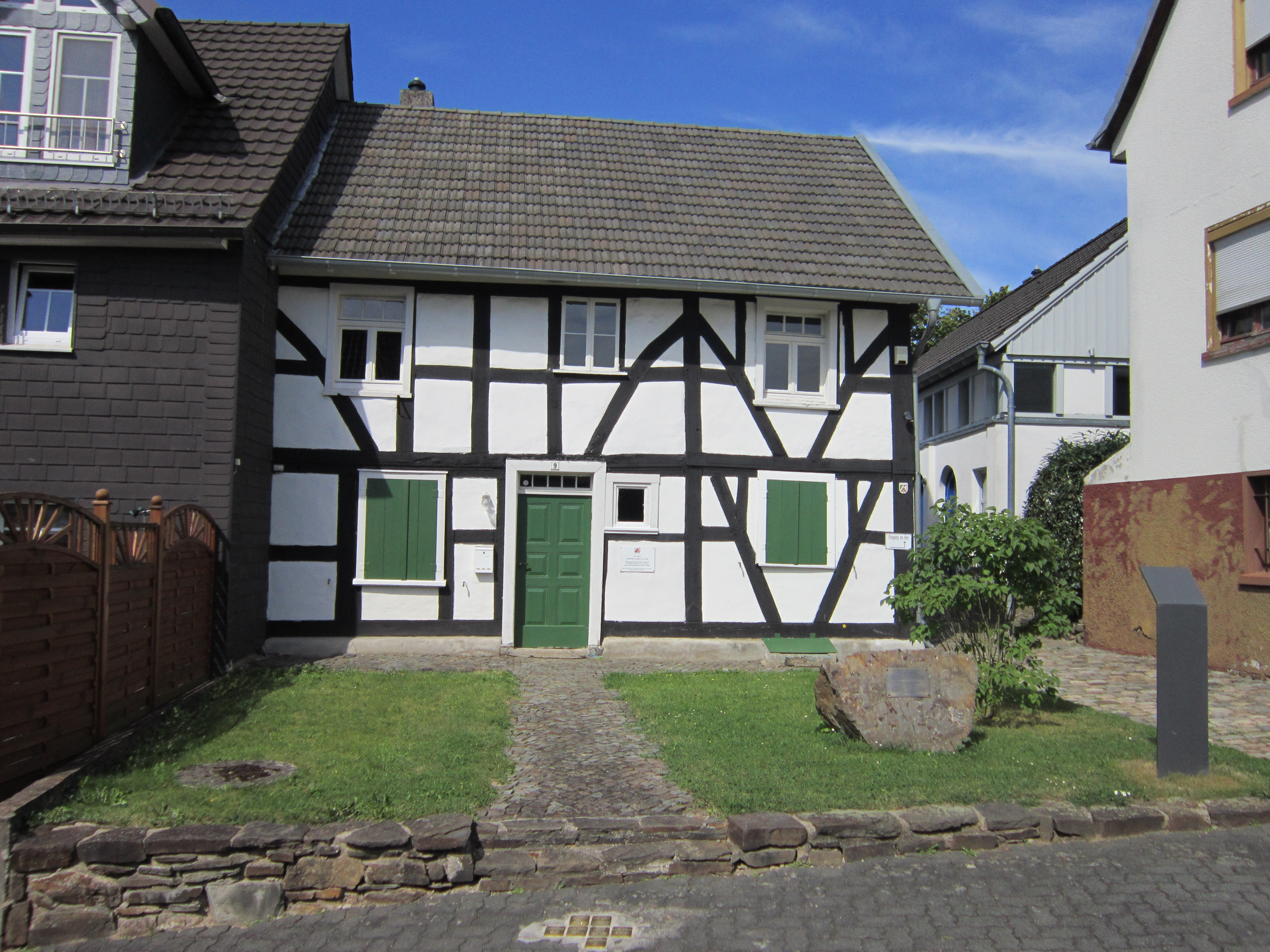
Die Gedenkstätte in der Bergstraße

Die Gedenkstätte der Landjuden an der Sieg in Windeck-Rosbach befindet sich in der Bergstraße Nr. 9 des Ortes. Es ist ein Fachwerkhaus, das früher als Wohnhaus diente und heute zu einem Museum über die dortige jüdische Kultur und das jüdische Leben an der Sieg in der Zeit des Nationalsozialismus umfunktioniert wurde.

## Gebäude
Es ist ein zweistöckiger Fachwerkbau mit Satteldach im einfachen bergischen Baustil. Es diente früher als Wohnhaus und Arbeitsstätte der jüdischen Familie Seligmann und verfügt über neun Zimmer und eine Werkstatt. Das einseitig angebaute Gebäude ist in der Außenfassade weiß getüncht und von sichtbarem geschwärzten Fachwerkgerüst durchzogen. Türen und Fensterläden sind z. Z. grün gehalten. Das um 1800 errichtete Gebäude ist unter der Nr. A 94 in die Denkmalliste von Windeck aufgenommen. Vor dem Gebäude sind Stolpersteine verlegt, die an die vier ermordeten Kinder der Familie erinnern.

## Gedenkstätte
Die vom Rhein-Sieg-Kreis getragene Gedenkstätte wurde 1994 der Öffentlichkeit zugänglich gemacht. Im November 2020 wurde sie Teil der interaktiven Online-Ausstellung der Vereinten Nationen „7 Places – Sieben Orte in Deutschland“.